# Coxsche Uhr

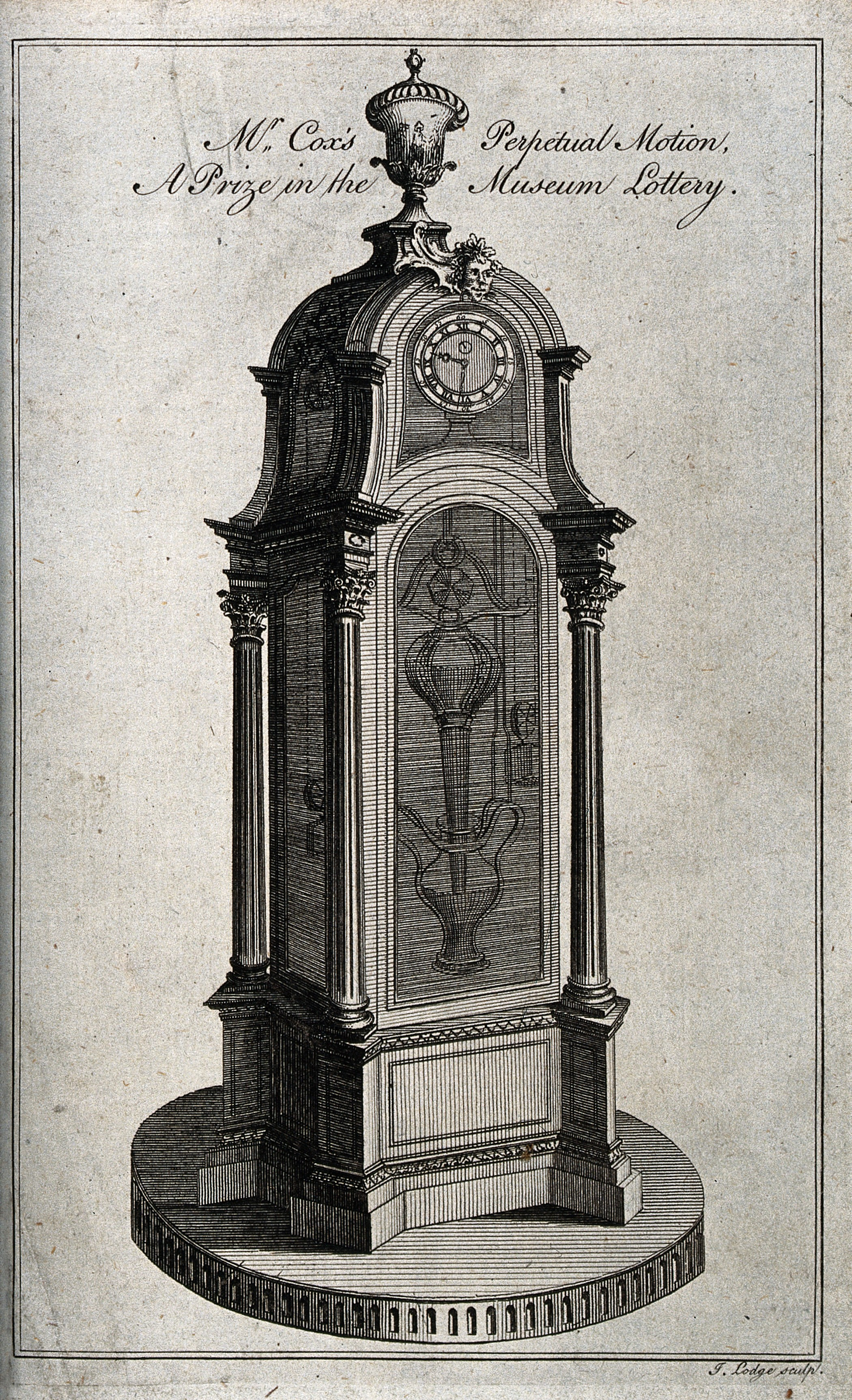
Zeichnung der Coxschen Uhr

Die Coxsche Uhr (englisch Cox’s timepiece oder Cox’s perpetual motion) ist eine von James Cox und Jean-Joseph Merlin um 1760 entwickelte Uhr, die Luftdruckunterschiede nutzte, um sich selbst automatisch aufzuziehen, und so den Eindruck eines Perpetuum mobile vermittelte.
Der Schriftsteller Christoph Ransmayr ließ sich von Cox und seiner Perpetual Motion zu dem Roman Cox oder Der Lauf der Zeit (2016) inspirieren, in dem der britische Uhrmacher Alister Cox im 18. Jahrhundert nach China reist, um dort für den Kaiser Qianlong eine „ewige Uhr“ zu bauen.